# Fronte di Sinistra delle Arti
Il Fronte di Sinistra delle Arti ("Левый фронт искусств" - "Levyj Front Iskusstv"), noto con l'acronimo LEF ("ЛЕФ"), è stata una organizzazione di natura politica ed artistica attiva nell'URSS negli anni immediatamente successivi alla Rivoluzione russa con la volontà di sostenere l'innovazione e la creatività nel campo della letteratura, delle arti figurative, del cinema, del teatro e della critica nel contesto del nascente Stato socialista.
La nuova organizzazione fu fondata a Mosca nel 1922 e si sciolse nel 1930. Essa si raccolse e manifestò pubblicamente attorno alla omonima rivista illustrata "LEF", pubblicata a Mosca dal 1923 al 1925 (sul primo numero il manifesto-articolo di Vladimir Vladimirovič Majakovskij intitolato "Per che cosa si batte il Lef?"), con una ripresa nel biennio 1927-1928 con la nuova denominazione "Nuova LEF" ("Новый ЛЕФ" – "Novy Lef").

Nella redazione entrarono letterati e artisti di ogni tendenza operanti nell'ambito delle avanguardie artistiche post-rivoluzionarie - soprattutto cubofuturisti - come il suo direttore V. V. Majakovskij. 

Vi collaborarono Nikolaj Nikolaevic Aseev, Sergej Tret'jakov, Vasilij Vasil'evič Kamenskij, Boris Leonidovič Pasternak, Aleksej Eliseevič Kručënych, Osip Maksimovič Brik, Viktor Borisovič Šklovskij, Boris Arvatov; ma anche i costruttivisti Aleksandr Michajlovič Rodčenko (autore delle copertine), i fratelli Vladimir e Georgij Stenberg, Varvara Fëdorovna Stepanova e Ljubov' Sergeevna Popova ed i registi Sergej Michajlovič Ėjzenštejn e Dziga Vertov.